# Melchior Ndadaye
Melchior Ndadaye (n. Mwaro, 28 de marzo de 1953 - Buyumbura, 21 de octubre de 1993) fue un intelectual y político burundés que ejerció como cuarto presidente de la República de Burundi desde el 10 de julio de 1993 hasta su asesinato el 21 de octubre del mismo año. Fue el primer jefe de Estado burundés de origen hutu, el grupo étnico mayoritario de su país, y el primer presidente elegido democráticamente en comicios directos en la historia de Burundi. Con posterioridad, se considera generalmente que la elección que Ndadaye ganó fue la única elección presidencial completamente creíble y transparente de la historia burundesa.
Ndadaye llegó al poder como consecuencia de la caída del estado militarista encabezado por le etnia minoritaria tutsi en el marco de la transición democrática realizada por el presidente Pierre Buyoya, en un intento de impedir que el país tuviera un destino similar al de la vecina Ruanda, inmersa en un conflicto racial entre los mismos grupos. Ndadaye derrotó a Buyoya, candidato del hasta entonces partido único UPRONA, en las elecciones del 1 de junio de 1993 como candidato del FRODEBU. Ndadaye intentó llevar a cabo políticas moderadas destinadas a buscar una entente entre ambos grupos étnicos. Sin embargo, no contó con el apoyo de sectores radicales hutus, que mantuvieron actos de sabotaje e insurgencia aún después de asumido el gobierno democrático, y a su vez debió enfrentarse a la oposición de las fuerzas armadas del país, aún en manos de los tutsis, que recelaron de sus reformas. Fue un ferviente crítico del racismo cuestionando a todos los que tuvieran prejuicios.

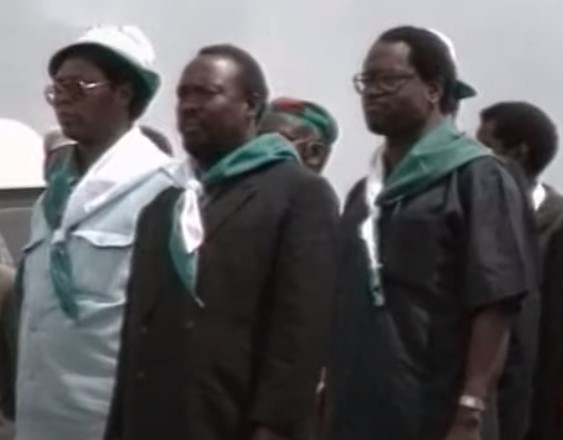
Los líderes del FRODEBU

A nivel internacional, Ndadaye asistió a la firma de los Acuerdos de Arusha, un acuerdo de paz diseñado para poner fin a la Guerra Civil de Ruanda, el 4 de agosto. Su relación con el presidente ruandés Juvénal Habyarimana fue tenue. En septiembre fue a la sede de las Naciones Unidas y se dirigió a la Asamblea General. El 18 de octubre asistió a una cumbre de países francófonos en Mauricio.

## Asesinato e intento de derrocamiento del gobierno
Tan solo tres meses después de la asunción de Ndadaye, el 21 de octubre, se produjo un intento de golpe de Estado militar, siendo Ndadye reemplazado por François Ngeze como jefe de Estado de facto. El presidente fue llevado ese mismo día a una oficina en un campamento militar, donde fue previamente golpeado con la culata de un arma siendo sangrientamente ejecutado por catorce heridas de flecha. Si bien el golpe finalmente fracasó y el gobierno constitucional se mantuvo en pie, el asesinato de Ndadaye provocó el estallido de una escalada de violencia política entre ambos grupos étnicos, dando inicio a la guerra civil burundesa, que se prolongaría hasta 2005 con la elección de Pierre Nkurunziza.
Dos días después el radical vicepresidente del Movimiento Republicano Nacional para la Democracia y el Desarrollo, Froduald Karamira, condenó el golpe e hizo un llamado a la población Hutu para "tomar las armas y dar caza al enemigo entre nosotros"; este discurso sería uno de los detonantes que desencadenarían el Genocidio de Ruanda, siendo ejecutado por ello después en un tribunal en la capital Kigali.
El Aeropuerto Internacional Melchior Ndadaye lleva su nombre póstumamente.
Su retrato aparece en un Franco de 500 y en el de 10,000 francos aparece junto al príncipe Louis Rwagasore.